# Edinaldo Gomes Pereira
Edinaldo Gomes Pereira (Santo André, 25 augustus 1988) - alias Naldo - is een Braziliaans voetballer die doorgaans als centrale verdediger speelt. Hij verruilde FK Krasnodar in augustus 2017 voor RCD Espanyol.

## Clubcarrière
Naldo speelde in Brazilië bij União São João, Ponte Preta, Cruzeiro en Grêmio. In 2013 tekende hij bij Granada CF, dat hem meteen uitleende aan Bologna. Hiervoor speelde hij dat jaar vijf wedstrijden in de Serie A. Granada verkocht Naldo op 22 juli 2013 vervolgens voor een half miljoen euro aan Udinese, waar hij een vijfjarig contract tekende. Hiervoor speelde hij tijdens zijn eerste seizoen zestien wedstrijden in de Serie A. Tijdens het tweede verhuurde club hem aan Getafe CF, waarmee hij als vijftiende eindigde in de Primera División.
Naldo tekende in juli 2015 een contract tot medio 2019 bij Sporting Lissabon. Dat betaalde circa €2.000.000.- voor hem aan Udinese.
1 García ·
3 Gómez  ·
4 Kumbulla ·
5 Calero ·
6 Cabrera ·
7 Puado ·
8 Expósito ·
9 Véliz ·
10 Lozano ·
11 Milla ·
12 Tejero ·
13 Pacheco ·
14 Oliván ·
15 Gragera ·
16 Cheddira ·
17 Carreras ·
18 Aguado ·
19 Sánchez ·
20 Král ·
22 Romero ·
23 El Hilali ·
24 Cardona ·
31 Roca ·
33 Fortuño ·
37 Ünüvar ·
Coach: González